# Coppa Svizzera 2015-2016
La Coppa Svizzera del 2015-2016 è stata la 91ª edizione della manifestazione calcistica. È iniziata il 15 agosto 2015 e si è conclusa il 29 maggio 2016 con la finale. Lo Zurigo ha vinto la Coppa per la nona volta nella sua storia.

## Formula
Le 9 squadre di Super League (il Vaduz non ha il diritto di partecipare poiché partecipa già alla Coppa del Liechtenstein) e le 10 della Challenge League sono qualificate direttamente alla competizione. A queste società se ne aggiungono 45 provenienti dalle serie inferiori, qualificate in base al campionato a cui appartengono attraverso apposite gare disputate al termine della stagione precedente.

## Squadre partecipanti
| Basilea      |
| Grasshoppers |
| Lucerna      |
| Lugano       |
| San Gallo    |
| Sion         |
| Thun         |
| Young Boys   |
| Zurigo       |

| Aarau           |
| Bienne          |
| Chiasso         |
| Losanna         |
| Le Mont         |
| Neuchâtel Xamax |
| Wil             |
| Sciaffusa       |
| Winterthur      |
| Wohlen          |

| Breitenrain      |
| Brühl            |
| Cham             |
| Köniz            |
| Kriens           |
| Old Boys Basilea |
| Stade Nyonnais   |
| Servette         |
| YF Juventus      |

| Azzurri 90          |
| Bavois              |
| Buochs              |
| Delémont            |
| La Chaux-de-Fonds   |
| Martigny Sports     |
| Münsingen           |
| Oberwallis Naters   |
| Soletta             |
| Wettswil-Bonstetten |
| Utd Zurigo          |
| Zugo                |

| Bellinzona        |
| Bulle             |
| Castello          |
| Dardania Losanna  |
| Konolfingen       |
| Meyrin            |
| Muttenz           |
| Red Star Zurigo   |
| Sierre            |
| Tavannes Tramelan |
| Uzwil             |

| 2. Lega        |
| -------------- |
| Arbon          |
| Brunnen        |
| Gontenschwil   |
| Grand-Saconnex |
| Härkingen      |
| Küsnacht       |
| Matran         |
| Pied du Jura   |
| Pratteln       |
| 3. Lega        |
| Hausen         |
| Länggasse      |
| Rheineck       |
| Ticino         |

## Date
| Turno                   | Data                    |
| ----------------------- | ----------------------- |
| Trentaduesimi di finale | 15-16 agosto 2015       |
| Sedicesimi di finale    | 18-19-20 settembre 2015 |
| Ottavi di finale        | 28-29 ottobre 2015      |
| Quarti di finale        | 12-13 dicembre 2015     |
| Semifinali              | 2 marzo 2016            |
| Finale                  | 29 maggio 2016          |

## Calendario

### Trentaduesimi di finale
I club della Super League e della Challenge League non possono incontrarsi. Le squadre delle leghe inferiori giocano in casa.
| Squadra 1         | Risultato          | Squadra 2           |
| ----------------- | ------------------ | ------------------- |
| 15 agosto 2015    |                    |                     |
| Red Star Zürich   | 1 - 0              | Oberwallis Naters   |
| Konolfingen       | 1 - 1 (1-4 d.t.r.) | Martigny Sports     |
| Bulle             | 2 - 1              | Dardania Lausanne   |
| Castello          | 0 - 2              | Lugano              |
| Pied du Jura      | 1 - 3              | Münsingen           |
| Uzwil             | 0 - 0 (4-5 d.t.r.) | Sierre              |
| Kriens            | 1 - 2              | Young Boys          |
| Bavois            | 1 - 3              | Wil                 |
| La Chaux-de-Fonds | 3 - 1 (d.t.s.)     | Zugo                |
| Hausen            | 0 - 9              | San Gallo           |
| Küsnacht          | 2 - 9              | Wohlen              |
| Meyrin            | 0 - 4              | Basilea             |
| Rheineck          | 1 - 7              | Köniz               |
| Pratteln          | 2 - 3              | Muttenz             |
| Länggasse         | 1 - 2              | Wettswil-Bonstetten |
| Solothurn         | 0 - 4              | Thun                |
| Buochs            | 0 - 2 (d.t.s.)     | Le Mont             |
| 16 agosto 2015    |                    |                     |
| Brunnen           | 0 - 2              | Sion                |
| Cham              | 1 - 4              | Grasshoppers        |
| Härkingen         | 0 - 4              | Breitenrain         |
| Tavannes-Tramelan | 1 - 6              | Zurigo              |
| Matran            | 1 - 4              | Bellinzona          |
| Stade Nyonnais    | 2 - 2 (1-4 d.t.r.) | Chiasso             |
| United Zurigo     | 0 - 5              | Aarau               |
| Servette          | 2 - 5              | Lucerna             |
| Arbon             | 1 - 5              | YF Juventus         |
| Brühl             | 1 - 5              | Neuchâtel Xamax     |
| Delémont          | 0 - 1              | Winterthur          |
| Gontenschwil      | 0 - 2              | Azzurri 90          |
| Grand-Saconnex    | 1 - 10             | Bienne              |
| Old Boys Basilea  | 1 - 2              | Sciaffusa           |
| Ticino            | 0 - 3              | Losanna             |

#### Squadre qualificate ai sedicesimi
| Basilea      |
| Grasshoppers |
| Lucerna      |
| Lugano       |
| San Gallo    |
| Sion         |
| Thun         |
| Young Boys   |
| Zurigo       |

| Aarau           |
| Bienne          |
| Chiasso         |
| Losanna         |
| Le Mont         |
| Neuchâtel Xamax |
| Wil             |
| Sciaffusa       |
| Winterthur      |
| Wohlen          |

| Breitenrain |
| Köniz       |
| YF Juventus |

| Azzurri 90          |
| La Chaux-de-Fonds   |
| Martigny Sports     |
| Münsingen           |
| Wettswil-Bonstetten |

| Bellinzona      |
| Bulle           |
| Muttenz         |
| Red Star Zürich |
| Sierre          |

### Sedicesimi di finale
I club della Super League non possono incontrarsi. Le squadre delle leghe inferiori giocano in casa, ad eccezione di Basilea - YF Juventus che hanno invertito il campo su richiesta dello YF Juventus a causa degli eccessivi costi legati alla sicurezza. Il sorteggio è stato fatto il 16 agosto 2015.
| Squadra 1         | Risultato          | Squadra 2           |
| ----------------- | ------------------ | ------------------- |
| 18 settembre 2015 |                    |                     |
| Losanna           | 0 - 1              | Thun                |
| Köniz             | 3 - 1              | Grasshoppers        |
| 19 settembre 2015 |                    |                     |
| Breitenrain       | 0 - 2              | San Gallo           |
| Bellinzona        | 2 - 3 (d.t.s.)     | Lugano              |
| Wohlen            | 0 - 1              | Zurigo              |
| La Chaux-de-Fonds | 0 - 3              | Aarau               |
| Sciaffusa         | 2 - 1 (d.t.s.)     | Wil                 |
| Winterthur        | 1 - 1 (5-4 d.t.r.) | Bienne              |
| Red Star Zürich   | 1 - 1 (4-3 d.t.r.) | Azzurri 90          |
| Sierre            | 0 - 3              | Wettswil-Bonstetten |
| 20 settembre 2015 |                    |                     |
| Münsingen         | 0 - 2              | Sion                |
| Basilea           | 4 - 1              | YF Juventus         |
| Neuchâtel Xamax   | 2 - 4              | Lucerna             |
| Chiasso           | 0 - 2              | Young Boys          |
| Bulle             | 0 - 3              | Muttenz             |
| Martigny Sports   | 0 - 1              | Le Mont             |

#### Squadre qualificate agli ottavi
| Basilea    |
| Lucerna    |
| Lugano     |
| San Gallo  |
| Sion       |
| Thun       |
| Young Boys |
| Zurigo     |

| Aarau      |
| Le Mont    |
| Sciaffusa  |
| Winterthur |

| Köniz |

| Wettswil-Bonstetten |

| Muttenz         |
| Red Star Zürich |

### Ottavi di finale
Le squadre delle leghe inferiori giocano in casa. Il sorteggio è stato effettuato il 20 settembre 2015.
| Squadra 1           | Risultato      | Squadra 2 |
| ------------------- | -------------- | --------- |
| 28 ottobre 2015     |                |           |
| Red Star Zürich     | 1 - 2          | Köniz     |
| Wettswil-Bonstetten | 1 - 2          | Thun      |
| Muttenz             | 1 - 5          | Basilea   |
| San Gallo           | 2 - 3          | Lucerna   |
| 29 ottobre 2015     |                |           |
| Aarau               | 2 - 0          | Le Mont   |
| Winterthur          | 0 - 2          | Lugano    |
| Sciaffusa           | 2 - 3 (d.t.s.) | Sion      |
| Young Boys          | 1 - 3          | Zurigo    |

#### Squadre qualificate ai quarti
| Basilea |
| Lucerna |
| Lugano  |
| Sion    |
| Thun    |
| Zurigo  |

| Aarau |

| Köniz |

### Quarti di finale
Il sorteggio è stato effettuato il primo novembre 2015.

#### Tabella
| Squadra 1        | Risultato          | Squadra 2 |
| ---------------- | ------------------ | --------- |
| 12 dicembre 2015 |                    |           |
| Aarau            | 3 - 4              | Lucerna   |
| Thun             | 1 - 4              | Zurigo    |
| 13 dicembre 2015 |                    |           |
| Lugano           | 2 - 0              | Köniz     |
| Sion             | 2 - 2 (4-3 d.t.r.) | Basilea   |

#### Partite
| Arbitro: | Bieri |

|                                   |           |                                                  |
| Nganga 4’ Romano 55’ Nganga 90+3’ | Marcatori | 10’ Schneuwly 60’ Hyka 76’ Lezcano 79’ Schneuwly |

| Arbitro: | Erlachner |

|             |           |                                            |
| Wittwer 11’ | Marcatori | 50’ Etoundi 57’ Grgic 71’ Etoundi 79’ Koch |

| Arbitro: | Pache |

|                         |           |  |
| Črnigoj 110’ Donis 116’ | Marcatori |  |

| Arbitro: | Klossner |

|                                    |                      |                                     |
| Jagne 37’ Assifuah 66’             | Marcatori            | 79’ Elneny 89’ (rig.) Janko         |
| Bia Ziegler Salatić Carlitos Jagne | Tiri di rigore 4 – 3 | Elneny Janko Bjarnason Samuel Callà |

### Semifinali
Il sorteggio è stato effettuato il 13 dicembre 2015.

#### Tabella
| Squadra 1    | Risultato | Squadra 2 |
| ------------ | --------- | --------- |
| 2 marzo 2016 |           |           |
| Lucerna      | 1 – 2     | Lugano    |
| Sion         | 0 – 3     | Zurigo    |

#### Partite
| Arbitro: | Schärer |

|                      |           |               |
| Schneuwly 45’ (rig.) | Marcatori | 2’, 51’ Donis |

| Arbitro: | Jaccottet |

|  |           |                            |
|  | Marcatori | 10’, 43’ Keržakov 50’ Buff |

## Finale
Nonostante la finale si sia disputata a Zurigo, per il sorteggio, il Lugano ha giocato la partita in casa e ha quindi potuto decidere con quale maglietta giocare: ha scelto di giocare con la maglia bianca.
| Arbitro: | Bieri |

|  |           |          |
|  | Marcatori | 41’ Sarr |

| Lugano | Zurigo |

### Formazioni
| Lugano (4-3-3)  |    |                      |            |     |
|                 |    |                      |            |     |
| POR             | 23 | Mirko Salvi          |            |     |
| DD              | 13 | Frédéric Veseli      | 82’, 90+5’ |     |
| DC              | 20 | Niko Datković        |            |     |
| DC              | 6  | Orlando Urbano       |            |     |
| DS              | 3  | Goran Jozinović      |            |     |
| CC              | 14 | Jonathan Sabbatini   | 42’        | 60’ |
| CC              | 18 | Mario Piccinocchi    |            |     |
| CC              | 19 | Antoine Rey (C)      | 90+2’      |     |
| AS              | 7  | Ezgjan Alioski       |            | 56’ |
| AC              | 22 | Anastasios Dōnīs     |            | 70’ |
| AD              | 10 | Mattia Bottani       |            |     |
| A disposizione: |    |                      |            |     |
| POR             | 1  | Alex Valentini       |            |     |
| DIF             | 12 | Matías Malvino       |            |     |
| CEN             | 8  | Domagoj Pušić        |            |     |
| ATT             | 11 | Karim Rossi          | 73’        | 70’ |
| CEN             | 12 | Nikola Milosavljevic |            |     |
| AD              | 17 | Matteo Tosetti       |            | 56’ |
| CEN             | 33 | Domen Črnigoj        |            | 60’ |
| Allenatore:     |    |                      |            |     |
| Zdeněk Zeman    |    |                      |            |     |

| Zurigo (3-4-2-1) |    |                      |       |     |
|                  |    |                      |       |     |
| POR              | 32 | Anthony Favre        | 31’   |     |
| DC               | 13 | Alain Nef            |       |     |
| DC               | 25 | Ivan Kecojević       |       |     |
| DC               | 20 | Burim Kukeli         |       | 20’ |
| CDIF             | 16 | Philippe Koch        |       | 74’ |
| CD               | 29 | Sangoné Sarr 41’     | 17’   |     |
| CC               | 37 | Gilles Yapi Yapo (C) |       | 52’ |
| CC               | 17 | Vinícius             | 90+1’ |     |
| CS               | 15 | Oliver Buff          | 71’   |     |
| AC               | 33 | Kevin Bua            |       |     |
| AC               | 72 | Aleksandr Keržakov   |       |     |
| A disposizione   |    |                      |       |     |
| POR              | 31 | Novem Baumann        |       |     |
| CEN              | 10 | Davide Chiumiento    |       | 74’ |
| CEN              | 22 | Anto Grgić           |       | 20’ |
| CEN              | 6  | Cabral               |       | 52’ |
| CEN              | 23 | Artëm Simonjan       |       |     |
| CEN              | 4  | Moussa Koné          |       |     |
| ATT              | 30 | Aldin Turkeš         |       |     |
| Allenatore:      |    |                      |       |     |
| Uli Forte        |    |                      |       |     |